# Минеральная вата
В понятие минера́льная ва́та согласно ГОСТ 31913-2011 (EN ISO 9229:2007) «Материалы и изделия теплоизоляционные. Термины и определения» входят следующие разновидности ваты:
- стеклянная вата (стекловата) — минеральная вата, изготовленная из расплава стекла;
- каменная вата (камвата) — минеральная вата, изготовленная преимущественно из расплава изверженных горных пород;
- шлаковая вата (шлаковата) — минеральная вата, изготовленная из расплава доменного шлака.

## Характеристика
Минеральная вата (в зависимости от вида исходного сырья) может иметь различную структуру волокнистости, заданную технологически: горизонтально-слоистую, вертикально-слоистую, гофрированную или пространственную, что расширяет возможности её применения в тех или иных конструкциях.
Она характеризуется значительной устойчивостью к высоким температурам и действию химических веществ. Минеральная вата обладает также отличными тепло- и звукоизоляционными свойствами.
В настоящее время вырабатывается значительное количество минеральной ваты, находящей широкое применение в строительстве. Области её применения — это тепловая изоляция стен и перекрытий, также минеральная вата широко используется для изоляции высокотемпературных поверхностей (печи, трубопроводы и тд.), огнезащиты конструкций и в качестве звукоизоляционного материала в перегородках, акустических экранах.
Теплопроводность минеральной ваты λ = 0,035-0,040 Вт/(м·K) и сильно зависит от её плотности. В процессе эксплуатации теплопроводность растёт в среднем на 50% за 3 года из-за проникновения влаги.
Паропроницаемость (υ-фактор минеральной ваты) равна единице при отсутствии пароизоляционного слоя.

## Область применения
Вата минеральная предназначена для изготовления теплоизоляционных и звукоизоляционных изделий, а также в качестве теплоизоляционного материала в строительстве и промышленности для изоляции поверхностей с температурой до + 700 °C.
Необходимо помнить, что в изделиях из минеральной (каменной) ваты на синтетическом связующем (фенолформальдегидные смолы) при температуре около 300—350 °С начинается деструкция связующего.
Применение:
- В качестве ненагруженной изоляции горизонтальных, вертикальных и наклонных строительных ограждающих конструкций всех типов зданий.
- В системах наружного утепления штукатурного типа (мокрый фасад, СФТК).
- В качестве теплоизоляционного слоя в навесных вентилируемых фасадах.
- В системах с утеплителем с внутренней стороны ограждающей конструкции.
- В системах с утеплителем внутри ограждающей конструкции (трёхслойные бетонные или железобетонные панели, трёхслойные сэндвич-панели с металлическими обшивками, слоистая кладка).
- В качестве тепловой изоляции промышленного оборудования, резервуаров и трубопроводов тепловых сетей, магистральных нефте- и газопроводов, технологических трубопроводов электростанций, металлургических, нефтехимических и др. промышленных предприятий.
- В качестве нижнего теплозвукоизоляционного слоя в многослойных покрытиях плоских кровель, в том числе при укладке на поверхность без устройства цементной стяжки.
- В качестве теплозвукоизоляционного слоя в покрытиях плоских кровель, в том числе при укладке на поверхность без устройства цементной стяжки.
- В качестве верхнего теплозвукоизоляционного слоя в многослойных покрытиях плоских кровель, в том числе при укладке на поверхность без устройства цементной стяжки.
- В качестве теплоизолирующего материала стен и потолка в современных банях

Существует ряд ГОСТов, регламентирующих основные показатели изделий из минеральной ваты:
- ГОСТ 9573-96 «Плиты из минеральной ваты на синтетическом связующем теплоизоляционные»
- ГОСТ 21880-94 «Маты прошивные из минеральной ваты теплоизоляционные»
- ГОСТ 22950-95 «Плиты минераловатные повышенной жёсткости на синтетическом связующем. Технические условия».

### Влияние минеральной ваты на здоровье человека
Потенциальная опасность минеральной ваты как источника канцерогенов — пыли и фенолформальдегидных смол — послужила основанием для многих исследований воздействия её на человека и животных. В декабре 1997 года Европейским союзом была опубликована директива, классифицирующая различные сорта минеральной ваты по степени опасности. Согласно этой директиве, минеральная вата рассматривалась как раздражающее вещество (ирритант); в зависимости от содержания оксидов щелочных и щелочноземельных металлов и размера волокон её относили ко 2-й (потенциально опасно) или 3-й (недостаточно данных для надёжной оценки) группам канцерогенной опасности. Весьма жёсткий подход к оценке опасности искусственных минеральных волокон принят в Германии; здесь запрещены многие виды минеральных волокон, в других странах рассматривающиеся как безопасные; что вызывает беспокойство производителей.
Международное агентство по изучению рака (МАИР) в 2001 году подготовило доклад об оценке канцерогенности искусственных минеральных волокон, согласно которому стеклянная (из непрерывного стекловолокна), каменная и шлаковая вата отнесены к группе 3 по степени опасности (для МВ из этих материалов отсутствуют достаточные доказательства канцерогенности для человека, а свидетельства в пользу канцерогенности для животных ограничены). 
В 2002 году МАИР переклассифицировало минеральную вату в группу 2 Б, т.е. агент вероятно канцерогенен для человека.
В то же время МВ, изготовленная из огнеупорных керамических волокон и из некоторых видов прерывного стекловолокна, отнесена к группе 2B по степени опасности (для этих типов минеральной ваты существуют обоснованные данные, подтверждающие канцерогенность для животных).

#### Скрепляющие смолы
Применение скрепляющих смол в минеральной вате регламентируется как технологически (их там, как правило, менее 4 %, и это твёрдые смолы, устойчивые при условиях эксплуатации), так и путём нормирования эмиссии (выделения) их составляющих. При этом цель — обеспечить содержание соответствующих веществ в воздухе ниже ПДК, даже если речь пойдёт о замкнутом объёме комнаты. Этот подход (нормирование содержания вещества в материале и выделения из него с целью обеспечения ПДК) — общий для разных материалов и входящих в их состав веществ.

## Канцерогенные вещества в минвате
- Фенол[8]
- Формальдегид[8]